# Szilon-havas
A Szilon-havas (románul: Masivul Siriu) a Kárpátkanyar, s ezen belül a Keleti-Kárpátok csoportjába tartozó középmagas hegység. A hegység a Kárpátok főgerincének alkotórésze, amely délnyugat felé a Tatárhavasban, majd a Csukás-hegységben folytatódik, észak felé pedig a Háromszéki-havasokban, közeli szomszédja a Lóhavas és a főgerincen kívül a Moldva felé eső Pintyillő, mely a legközelebbi nálánál magasabb hegység a maga 1772 méteres csúcsával. A hegység területén jelenleg kisebb részben Háromszék ill. Kovászna megye, nagyobbrészt a szomszédos romániai Bodza ill. Buzau megye osztozik.

## Nevének eredete
A hegység a nevét a megolvadt, majd újrafagyott tetejű az ún. szilonyos hórétegről kapta, mely a gyephavasi részt általában április közepéig beborítja s jól elkülönül a környező erdős tetejű hegyek közül. A szilony, szilonyos székely tájszó. Egyes román szerzők a géta-dákok Szíriusz csillag imádatát hozzák fel magyarázatul. Tény, hogy őskori kultúrák helye a Bodza vidéke (is), és jórészt magyar ill. székely lakosságú volt, délre a főgerinctől is, ahol az 1840-es havasalföldi megyebeosztás Székely ill. Szkíta megye megnevezést használ a Csukás aljától a Bodzáig terjedő területre (Száák).

## Elhelyezkedése
A hegységet északról a Bodza(folyó), délről a Szilon-pataka határolja, mely két ágból folyik össze: a Kis- és a Nagy-Szilon patakából. A Bodza a Bodzai-szoroson keresztül hagyja el az erdélyi Bodzafordulói-medencét, és a Bodza -szurdokát elhagyva Sasunál a Szilon-tavába torkollik. A Szilon-tava egy 11,5 km hosszú, hajózható víztározó, mely a nyolcvanas években épült, partján kisebb üdülőtelep: Szilonfürdő (Baile Siriu) létesült. A duzzasztógát 122 m magas és kerülete 570 m, a vízierőmű 1994-re lett kész, 64 MW teljesítményű. A tavat elhagyva a folyó kiér a síkra, és Bodzavásárt érintve a Szeretbe torkollik. A Bodza a Szilon szomszédságában fekvő Tatárhavasból ered, onnan először északnak tart, majd Magyarbodzánál (ma Bodzaforduló) keletnek fordul és töri át a Kárpátok főgerincét.

## A hegység leírása

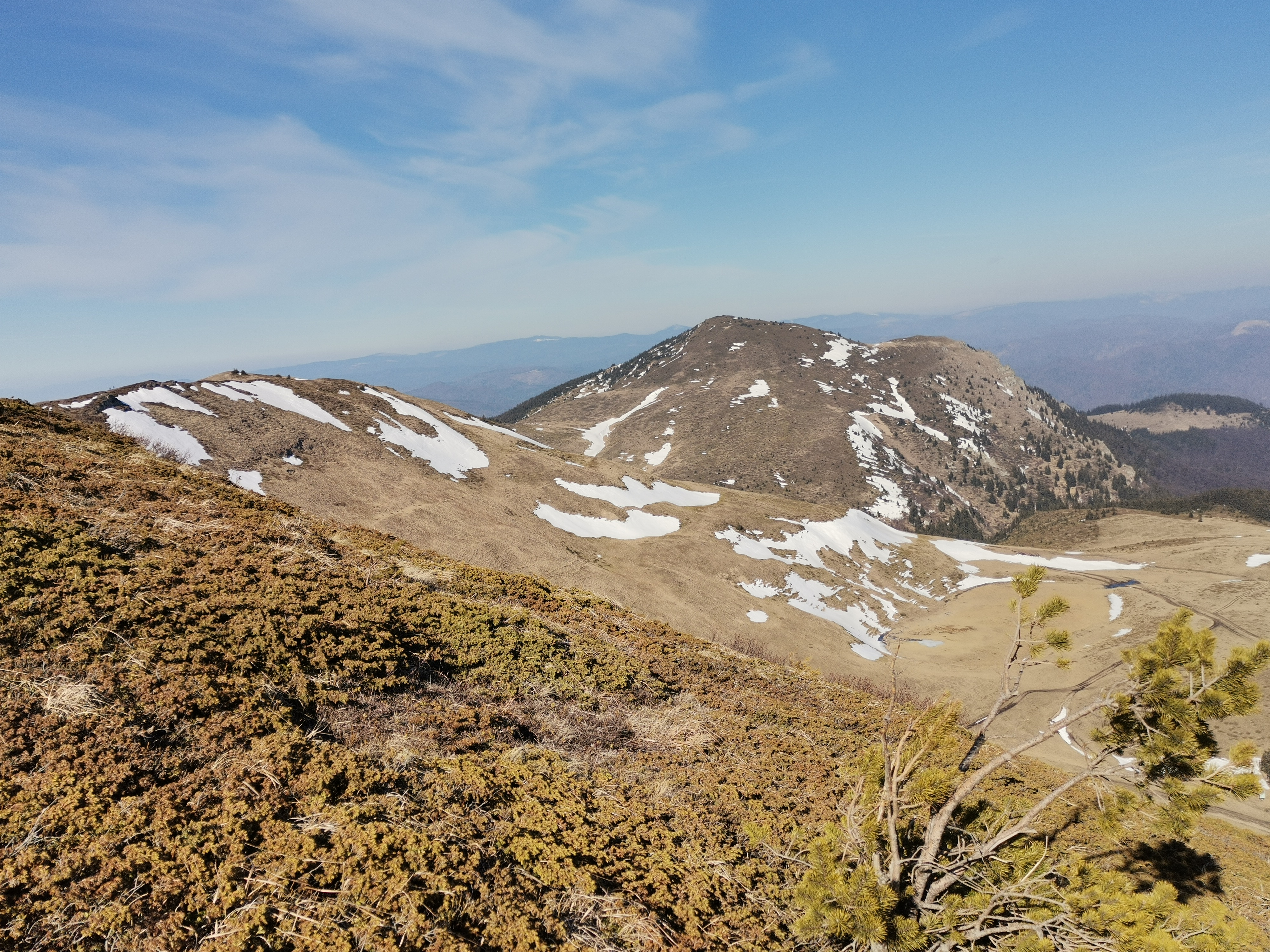
A Szilon 1657m-es csúcsa, a főgerincről nézve

A hegység főgerince észak-dél irányú, két legmagasabb tömbje jól elkülönül: északon a Nagy-Szilon 1657 méteres csúcsa uralja a terepet, délen a Malaia (ejtsd Mölája) 1662 méteres csúcsa. A kettő közti magas hegynyereg találó neve a Szelek kapuja. A nyereg keleti oldalában 1420 m tengerszint feletti magasságban található a Sasok tava, mellette egy láp az ún. Száraz-tó. A hegység keleti irányú letörése jelentős, különösen a két fő csúcs közelében ahol jelentős szirtek, 50–250 m szintkülönbségű szakadékok vannak.Mindezek a gyephavas övezetben fekszenek, a hegység nagyobbrészt erdős, főleg bükk és fenyőerdők borítják. A gyephavasra román juhpásztorok vonulnak fel hagyományosan Szent György napja után-április 23 után, mert erre nagyjából elmegy a hó s addig maradnak fenn amíg le nem hullnak az első havak – ez október közepén történik meg általában. A Nagy-Szilon csúcs fekszik a kárpáti főgerincen s egyben az ezeréves határon, a Malaia tőle délre esik Moldva területére. A csúcsról jó kilátás nyílik az egész Kárpátkanyarra, tiszta időben különösen jól látszik balról jobbra körbe haladva: a Csukás-hegység a maga 1954 méteres csúcsával, keleti mellékgerince a Zagan vagy Zákányos az 1883 méter, a Nagykőhavas az 1843 méter, a Baróti-hegység az 1019 méter, a Bodoki-havas az 1240 m a Csomád-hegység az 1301 méter, a Nemere 1649 méter magas csúcsaival, a Zágoni hegykeret avagy Bodafordulói hegyek, a Csihányos 1602 méteres csúcsa, a Lóhavas 1439 méter és a Pintillő 1772 méter magas csúcsa. Erről így ír Orbán Balázs: ".... a Szilon főcsúcsára másztunk fel, honnan igen szép látkör nyilt előttünk. Felötlött innen az egész Bodza vidéke, azon roppant erdő háromszöggel, melyet a Bodza vize két ellentétes irányú folyásával körülölel; fel balról a leggyönyörübb havassor a Zenoga és Csukás phantasticus sziklaszálaival és fel a Ladocz ellapuló bérczein túl Háromszék gyönyörű rónája ragyogó tornyaival; fel a Nemere és Nagy Sándor büszke csúcsai s fel a Büdös hegységének kéklő tömege a díszgulaként felmagasuló Bálványossal. Hátul Oláhország térségeig terjedő roppant erdőségek végpontján a hazánk délkeleti szögletében levő Csilyános és vele szemben a már Oláhországban fekvő Fintilon."
A hegységből ered a Kraszna és a Szilon pataka, az előbbi Bodzakrasznánál ömlik a Bodzába, mely az utolsó erdélyi település az ezeréves határ előtt.